# موکت

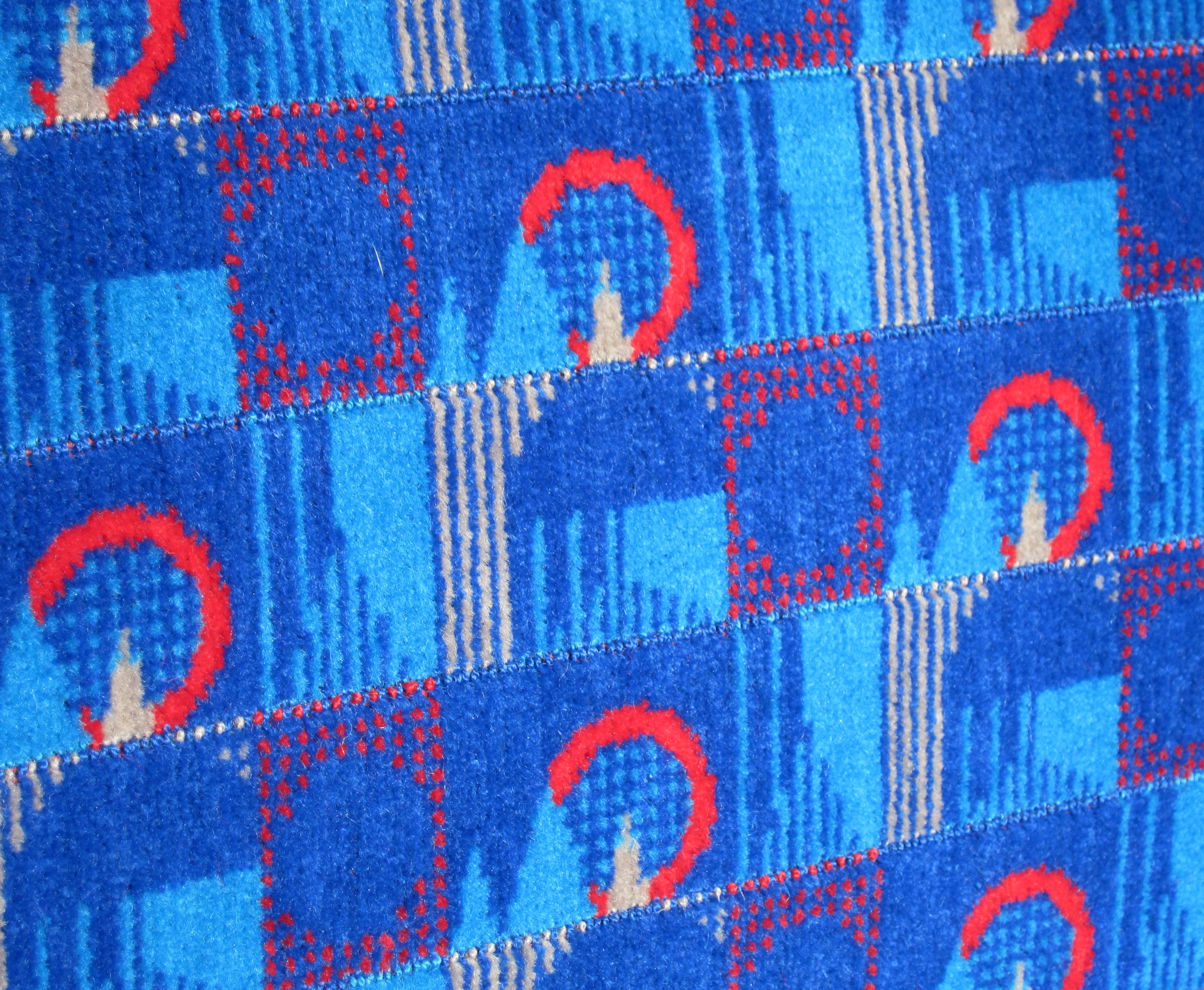
موکت

موکت (به فرانسوی: Moquette) یک نوع کف‌پوش است. این محصول از مواد اکریلیک، پلی‌پروپیلن و پلی‌استر یا ترکیبی از آن‌ها ساخته می‌شود. از موکت می‌توان هم به عنوان یک پوشش استفاده نمود و هم به عنوان یک عایق حرارتی و صوتی. موکت به عنوان پوشش کف اتاق و راهرو در ساختمان، خودرو، هواپیما، قطار و سایر وسایل نقلیه مورد استفاده قرار می‌گیرد. در بسیاری از موارد دیگر نظیر صحنهٔ نمایش تئاتر نیز از موکت استفاده می‌گردد.
واژهٔ موکت وام‌واژه‌ای از زبان فرانسوی است. این واژه که در فرانسوی Moquette نوشته می‌شود در اصل نوعی فرش کرک‌دار و پشمی یا از الیافی پشم‌گونه بود.
الیاف مورد استفاده در موکت‌های اداری، مسکونی، هتلی و … دارای مزایا و معایب خاص خود هستند. بعضی از آن‌ها برای مکان‌های کم‌تردد و برخی مناسب برای مکان‌های پرتردد هستند. بعضی از آن‌ها بسیار راحت تمیز می‌شوند و بعضی قابل شست‌وشو نیستند، برخی از آن‌ها با قابلیت‌های عدم جذب کثیفی، قابلیت بالای انعطاف‌پذیری و غیره تولید شده‌اند و برخی ممکن است این قابلیت‌ها را نداشته باشند.

## پلی‌آمید
این جنس از الیاف، بهترین گزینه در بین نخ‌های مورد استفاده برای تولید موکت است. در زیر، ویژگی‌های الیاف پلی‌آمید را می‌توانید بررسی کنید.
حالت ارتجاعی بسیار عالی، مقاومت پیچ‌خوردگی‌های الیاف در برابر بازشدن، قابلیت تمیزشوندگی عالی، مقاومت زیاد در برابر کثیف شدن، قابلیت پنهان‌سازی کثیفی و چرک، مقاومت در برابر سایش و حداقل پرزدهی.
تمام این خصوصیت‌های عالی باعث می‌شوند که موکت‌های تولید شده با نایلون برای استفاده در خانه و مکان‌های تجاری و اداری، بهترین گزینه باشند. موکت‌های مجموعه‌های اداری معمولاً دارای الیاف پلی‌آمید هستند. تنها نکتهٔ منفی این نوع الیاف تولید الکتریسیتهٔ ساکن است که آن نیز با استفاده از مواد شیمیایی و فرایند مخصوص، به حداقل ممکن کاهش پیدا می‌کند.
از انواع پر مصرف الیاف نایلون می‌توان پلی‌آمید ۶٫۶ و پلی‌آمید ۶ را نام برد که هر یک از آن‌ها دارای خصوصیت منحصر به فردی هستند. هر دو نوع نایلون ۶ و ۶٫۶ دارای کربن، هیدروژن، اکسیژن و نیتروژن یکسانی هستند و تنها تفاوت آن‌ها در ساختار ترکیبی مونومرهای آن‌هاست. برای سالیان سال، پلی‌آمید ۶٫۶ به‌عنوان الیاف نایلونی برتر شناخته می‌شد اما پیشرفت‌های تکنولوژی، تفاوت بین این دو نوع الیاف را به حداقل رسانده‌است. با این حال، همچنان پلی‌آمید ۶٫۶ جایگاه برتر خود را نسبت به الیاف دیگر موکت حفظ کرده‌است.

## پلی‌استر
تا زمانی که آن را با نایلون مقایسه نکنیم، انعطاف‌پذیری و مقاومت خوبی در برابر لکه دارد. پلی‌استر رنگ‌ها و طرح‌های زیاد و خوبی را به ما پیشنهاد می‌کند. پلی‌استر ضد حساسیت است، در برابر رطوبت، بید و کپک زدن مقاوم و ارزان‌تر از پشم و نایلون است. تا زمانی که از لکه‌های روغنی محافظت شود، قابلیت تمیز کردن و نظافت خوبی دارد و همچنین با شامپو و دیگر تمیزکننده‌های موکت نیز بسیار خوب عمل می‌کند. از نمونه‌های کاربردی در این گروه می‌توان به موکت تایل اشاره نمود. موکت تایل (Carpet squares) نوعی کف‌پوش است که از تکه‌های جدا از هم تشکیل شده و در کنار هم نصب می‌گردند.

## پلی‌پروپیلن
این الیاف در مقابل لک و کثیفی مقاوم هستند و قیمت موکت بافته شده از این الیاف ارزان‌تر از انواع دیگر الیاف است. این نوع از الیاف به صورت Solution Dyed رنگرزی می‌شوند. با این حال، این الیاف حالت ارتجاعی ضعیفی دارند. مدل‌های موکت ارزان از این الیاف هستند. و همچنین دارای قابلیت‌های مقاومت در برابر آب و رطوبت، لکه، فشار زیاد و الکتریسیتهٔ ساکن است. پلی‌پروپیلن برخلاف دیگر الیاف، آب را به خود جذب نمی‌کند.
جنس موکت‌ها امکان دارد که ترکیبی از پلی‌آمید و پلی‌استر یا پلی‌استر و پلی‌پروپیلن باشد.

## الیاف پشم
گران‌ترین و بهترین الیاف تولیدی برای موکت، از پشم تولید می‌شوند. این الیاف، لطافت، نرمی و احساس خوبی دارند. استقامت و انعطاف‌پذیری این الیاف بسیار بالاست اما از طرف دیگر قیمت موکت آن دو برابر موکت نایلونی است. حتی بهترین الیاف تولیدی نیز نمی‌توانند تمام خصوصیت‌ها و مزایای پشم را در خود جای دهند. الیاف آن دسته از مدل‌های موکت هتلی که طراحی اختصاصی می‌شوند اغلب از این نوع الیاف هستند. این نوع الیاف بسیار راحت تمیز می‌شوند اما برای نگهداری مناسب از آن‌ها باید روش‌های مخصوص آن را نیز فرا گرفت تا طول عمر آن افزایش یابد.